# Erts
Erts és un nucli de població del Principat d'Andorra situat a la parròquia de la Massana. L'any 2009 tenia 407 habitants.
En aquest poble s'hi troba l'església de Sant Romà d'Erts, amb caràcter del segle xix i d'estil rectangular.